# Kottjärnen (Säfsnäs socken, Dalarna)
Kottjärnen är en sjö i Ludvika kommun i Dalarna och ingår i Göta älvs huvudavrinningsområde.